# КрАЗ C20.2
КрАЗ С20.2 (англ. KrAZ C20.2) — семейство крупнотоннажных грузовых автомобилей-самосвалов производства АвтоКрАЗ с компоновочной схемой «кабина над двигателем» и колёсной формулой 6х4, предназначен для перевозки сыпучих и навалочных грузов по дорогам с твёрдым покрытием, в том числе из булыжника и щебня, и по грунтовым дорогам.

## История модели
27 июня 2008 года на автошоу «КрАЗ-2008» в Кременчуге впервые представлен экспериментальный бескапотный трёхосный самосвал КрАЗ-7238С4 с мостами производства компании FAW, лицензионной кабиной MAN F2000, 10,8-литровым шестицилиндровым рядным двигателем Cummins ISMe 385 30 (Евро-3, 380 л.с.) с системой впрыска Common Rail и коробкой передач Shaanxi 9JS150TA-B. Грузоподъёмность прототипа составляла 25 тонн, а объём грузовой платформы составил 15 м³ груза.
28 июня 2009 года на автошоу «КрАЗ-2009» в Кременчуге представлен опытный бескапотный самосвал КрАЗ С20.0, который стал дальнейшим развитием модели КрАЗ-7238С4. КрАЗ С20.0 получил пластиковую каркасно-панельную кабину собственного производства, двигатель ЯМЗ-6501.10 мощностью 362 л.с. (изготовлен по лицензии Renault DCi 11), 12-ст. КПП Eaton Fuller и мосты собственного производства, объём грузовой платформы составил 14 м3 груза.
В 2011 году началось серийное производство самосвалов КрАЗ С20.2.
В 2012 году представили модель КрАЗ С20.2R с лицензионной кабиной от Renault Kerax.

## Модификации
- КрАЗ С20.0 — опытный 20-тонный самосвал, разработан и представлен в 2009 году; с каркасно-панельной кабиной производства АвтоКрАЗ, самосвальной платформой полукруглого сечения объемом 14 м³ и двигателем ЯМЗ-6501.10[5][6]
- КрАЗ С20.2 — базовая модель с кабиной производства АвтоКрАЗ;
- КрАЗ С20.2R — модификация КрАЗ С20.2 с кабиной от грузовика Renault Kerax.
- КрАЗ С20.2M — модификация КрАЗ С20.2 с кабиной от грузовика MAN F2000, которая производится по лицензии в Китае фирмой Shaanxi.